# Hans Grotz
Hans Grotz, eigentlich Johann Grotz, SJ (* 13. März 1923 in Schwabegg bei Schwabmünchen; † 17. April 2020 in Unterhaching) war ein deutscher Jesuit und Kirchenhistoriker.

## Leben
Hans Grotz war eines von 11 Kindern aus der Ehe des Landwirts Sylvester Grotz (1861–1924) und seiner Frau Franziska (1876–1963) und Enkel des Mühlenbesitzers Josef Grotz (1829–1909). Er wurde nach seinem Abitur 1942 zu den Gebirgsjägern eingezogen. Er war im Kriegseinsatz in Russland und Italien und geriet mit Verwundungen in Kriegsgefangenschaft. Zwei Brüder fielen an der Ostfront in Russland, eine Schwester starb bei der Pflege von KZ-Häftlingen. Sein Bruder Joseph (1913–2003) wurde ebenfalls Jesuit.
Er trat 1946 der Ordensgemeinschaft der Jesuiten bei, legte die Profess am 15. Januar 1946 ab und empfing nach seiner theologischen Ausbildung am Berchmannskolleg in Pullach und Innsbruck am 31. Juli 1956 in München die Priesterweihe. 1964 wurde er an der Gregoriana nach einem Doktoratsstudium  in Kirchengeschichte mit einer Arbeit über Ostkirchenkunde promoviert. Grotz war von 1961 bis 1967 Studienpräfekt in Innsbruck, wo er sich 1967 auch habilitierte und anschließend bis 1973 Dozent für Patrologie und alte Kirchengeschichte war. Es folgten zwei Jahre als Krankenseelsorger in Würzburg und Vizedirektor im Missionsärztlichen Institut in Würzburg.
1975 erhielt er einen Ruf als Professor für mittelalterliche Kirchengeschichte an der Päpstlichen Universität Gregoriana in Rom.
Nach seiner Emeritierung war er zunächst in der Seelsorge in Ravensburg tätig, dann als Krankenseelsorger in München; zog 2013 gesundheitsbedingt in die Jesuitenkommunität Pedro Arrupe im Alten- und Pflegeheim St. Katharina Labouré in Unterhaching bei München. Er starb im April 2020 während der COVID-19-Pandemie in Deutschland im Alter von 97 Jahren in Unterhaching an den Folgen von COVID-19.

## Werke (Auswahl)
- Die Hauptkirchen des Ostens. Von den Anfängen bis zum Konzil von Nikaia 325 (= Orientalia Christiana analecta. Band 169). Pont. Inst. Orientalium Studiorum, Rom 1964, OCLC 1036118692 (zugleich Dissertation, Gregoriana 1964).
- Erbe wider Willen. Hadrian II. (867–872) und seine Zeit. Böhlau, Köln 1970, ISBN 3-205-08065-3.
- La storiografia medioevale. Introduzione e sguardo panoramico. Ed. Pontificia Università Gregoriana, Rom 1993, ISBN 88-7652-661-7.